# Козил
Козил (на гръцки: Κοζιλης) е средновековен град в Южен Епир.
Точното му местоположение е неизвестно, но следвайки географската подредба от грамотите на Василий Българоубиец следва да се намира в периметъра от Янина до Навпакт. Козил е център на епархия, която за известно време през 11 век е част от Охридската архиепископия.
В Козил е низвергнат и вероятно умира Йоан Апокавк. 